# Kostel svatého Václava (Dlažkovice)
Kostel svatého Václava v Dlažkovicích v okrese Litoměřice je raně barokní stavba postavená podle návrhu Giulia Broggia. Je chráněn jako kulturní památka České republiky.

## Historie
Kostel byl postaven v letech 1672–1675 stavitelem Giuliem Broggiem na místě původního gotického kostela.

## Architektura
Kostel je raně barokní jednolodní obdélná stavbu s obdélným presbytářem. Má dva postranní přístavky: sakristii a oratoř. Na severní straně je čtvercová předsíň.

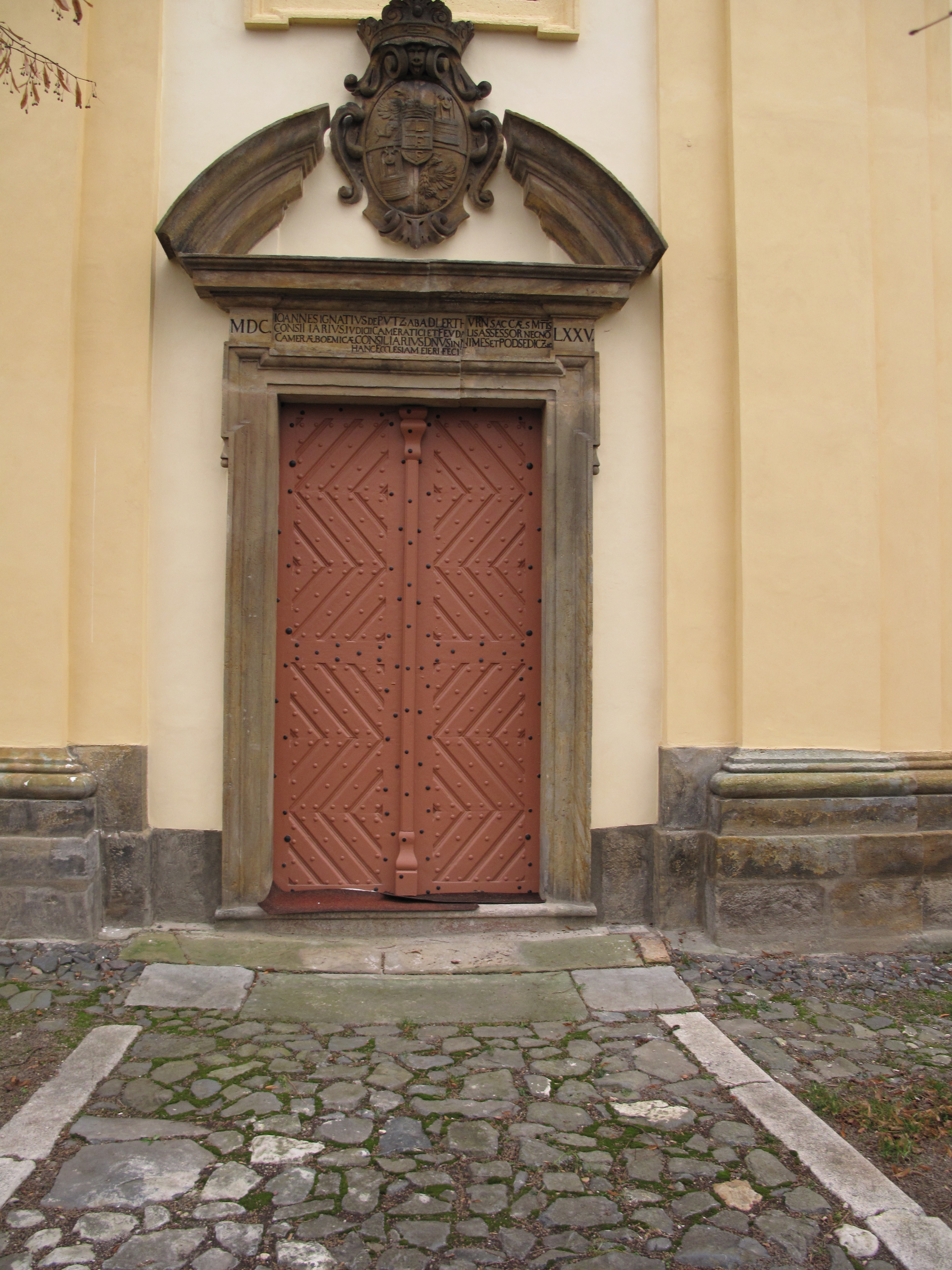
Portál dlažkovického kostela

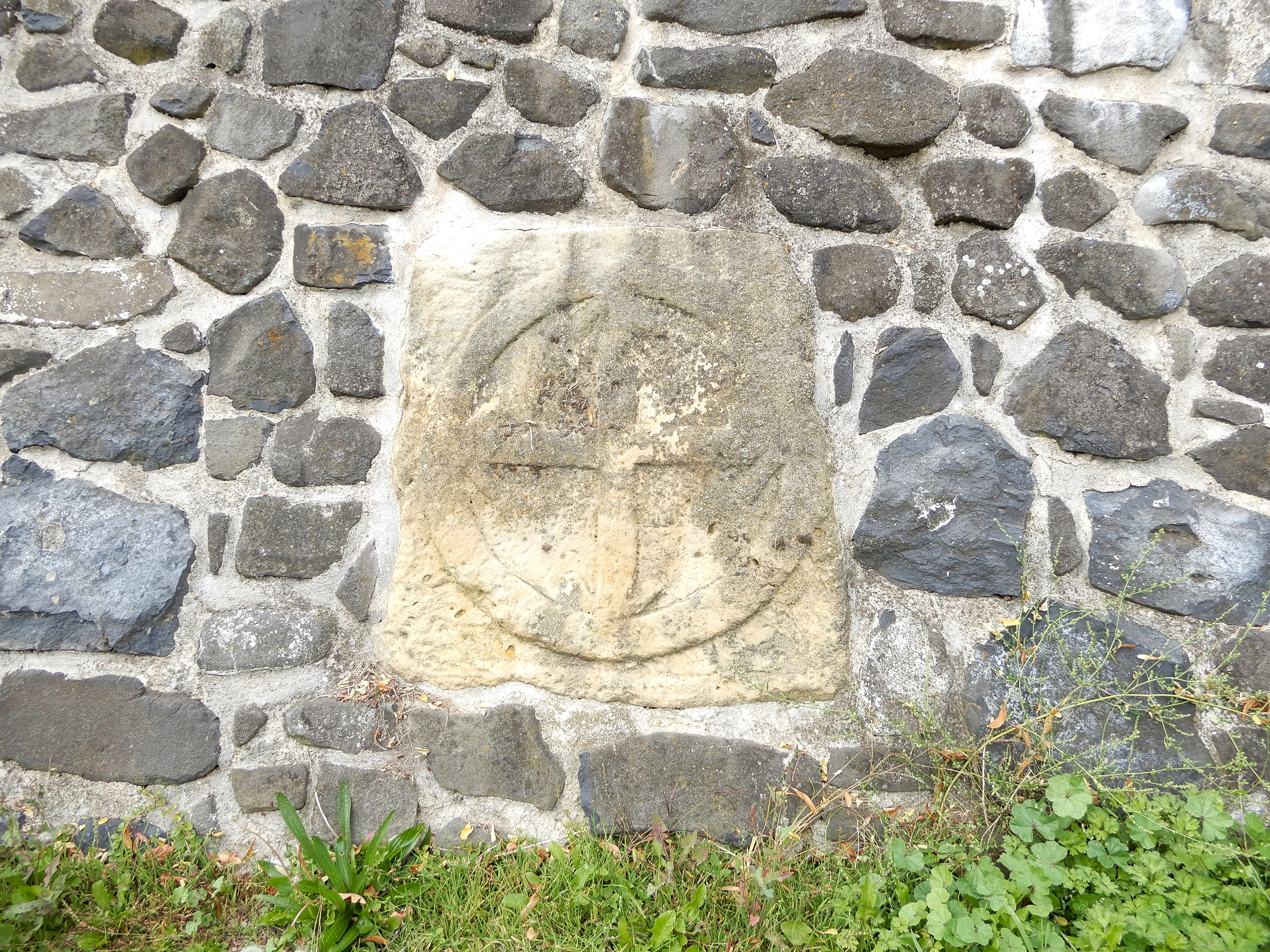
Smírčí kříž v ohradní zdi pod kostelem

Boční fasády a presbytář jsou opatřeny pilastry a segmentovaně zakončenými okny. Sakristie a kaple jsou s lizénovými rámci a polokruhově zakončeným oknem. Předsíň je otevřená, má valenou klenbu s lunetami. Do lodi kostela má obdélný portál. V západním průčelí jsou dvě dvojice pilastrů, lizénové rámce s obdélným portálem opatřeným letopočtem 1675. Nad ním je rozeklaný nástavec se znakem. Nad průčelím je obdélný štít s bočními volutami a segmentovaným nástavcem. V nice průčelí je osazena terakotová socha Madony.
Presbytář i loď mají valenou klenbu se stýkajícími se lunetami na pilastrech na mělkých přízedních pilířích. Zděná kruchta je postavena na dvou pilířích z roku 1751. Je podklenuta valeně. Ve východní části lodi, mezi pilíři, se nacházejí dvě mělké edikuly. Sakristie má valenou klenbu. Oratoř na jižní straně má plochý strop. Je otevřená do presbytáře polokruhovým oknem. V tarasové kostelní zdi je umístěn velmi starý smírčí kámen neznámého data.
V roce 2013 byla opravena fasáda kostela a střecha. Podle záznamu v dokumentaci Národního památkového ústavu z února 2022 byl dlažkovický kostel sv. Václava v havarijním stavu: trhaly se stěny budovy, klenba v sakristii hrozila zřícením. V roce 2023 byla zajištěna statika objektu

## Zařízení
Hlavní oltář pochází z konce 17. století. Je raně barokní s původním obrazem Setkání sv. Václava s Radslavem. Dva boční oltáře Klanění tří králů a Immaculaty jsou pseudobarokní, pocházející z 19. století. Jsou na nich přemalované obazy od J. Štětiny z roku 1783. Obrazy sv. Barbory, Vincence Ferrerského a Norberta jsou rokokové. V kostele je také raně barokní obraz Nejsvětější Trojice s donátory z roku 1679 s uvedeným chronogramem. Barokní sochy sv. Václava, Jana Nepomuckého, Josefa a Ludmily pocházejí z 2. čtvrtiny 18. století. Křtitelnice je kamenná, opatřená dřevěným víkem se soškou Křtu Páně, je z 18. století. 

## Zvonice

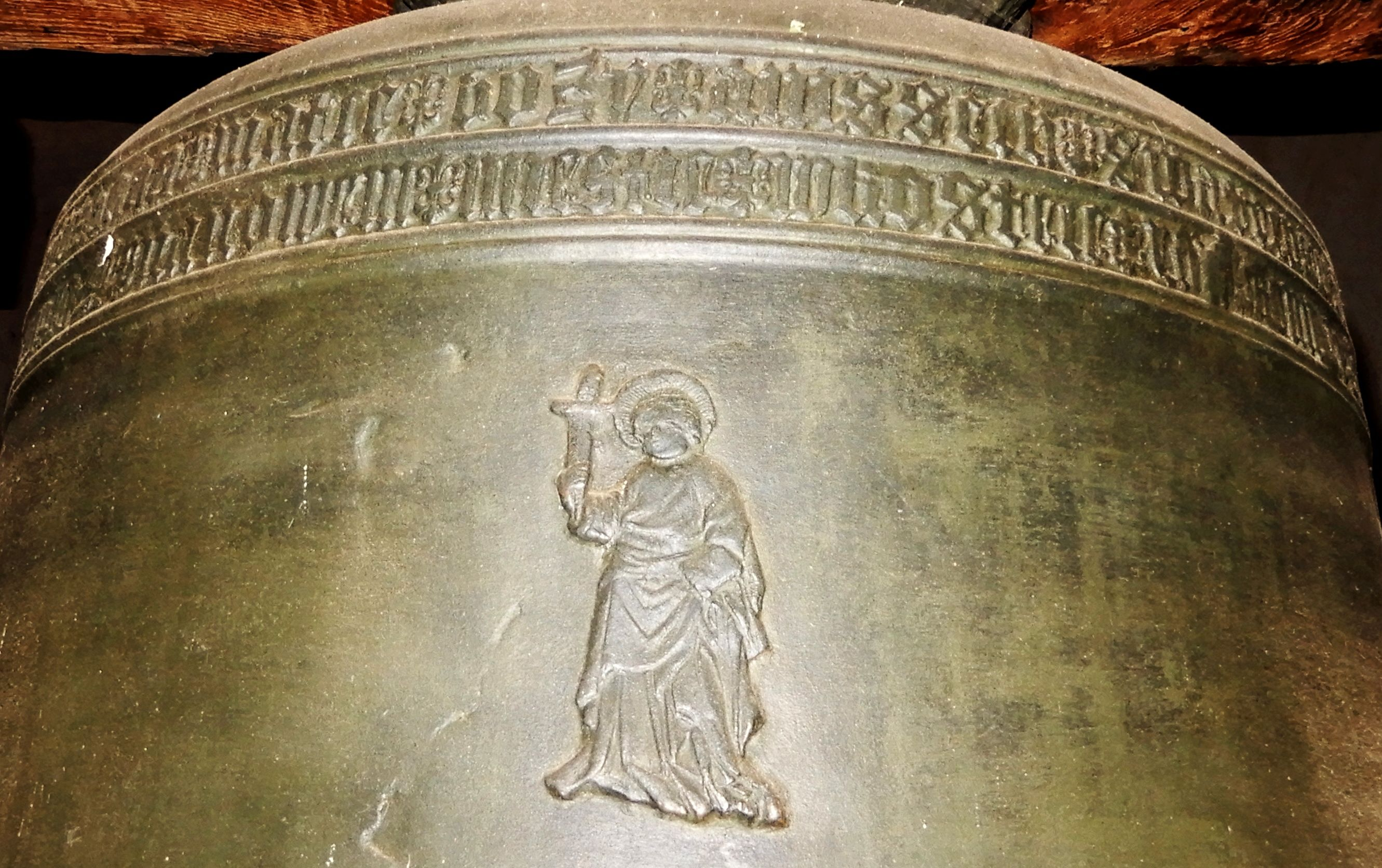
Gotický zvon

Proti kostelu stojí mohutná barokní hranolová zvonice s obdélným vchodem, má rustikované přízemí a velká, polokruhem zakončená okna a jehlancovou střechu. Ve zvoničce visí dva funkční zvony.
- Pozdně gotický zvon z roku 1498, o výšce 90 cm, s českým nápisem a dvěma reliéfy: sv. Jan Evangelista s kalichem, a na druhé straně světec s křížem. Patří k nejstarším zvonům v kraji.
- Barokní zvon z roku 1618 byl přelit v roce 1756 pražským zvonařem Janem Kryštofem Löhnerem (podle nápisu na plášti). Měří 77 cm, s reliéfem sv. Michaela archanděla v boji s drakem a s latinskou dedikací, na protější straně je reliéfní znak majitele panství Františka Hatzfelda (1676-1748) s nápisem. Na dřevěné stolici jsou napsány letopočty oprav zvoničky 1796 a 1801.

## Okolí

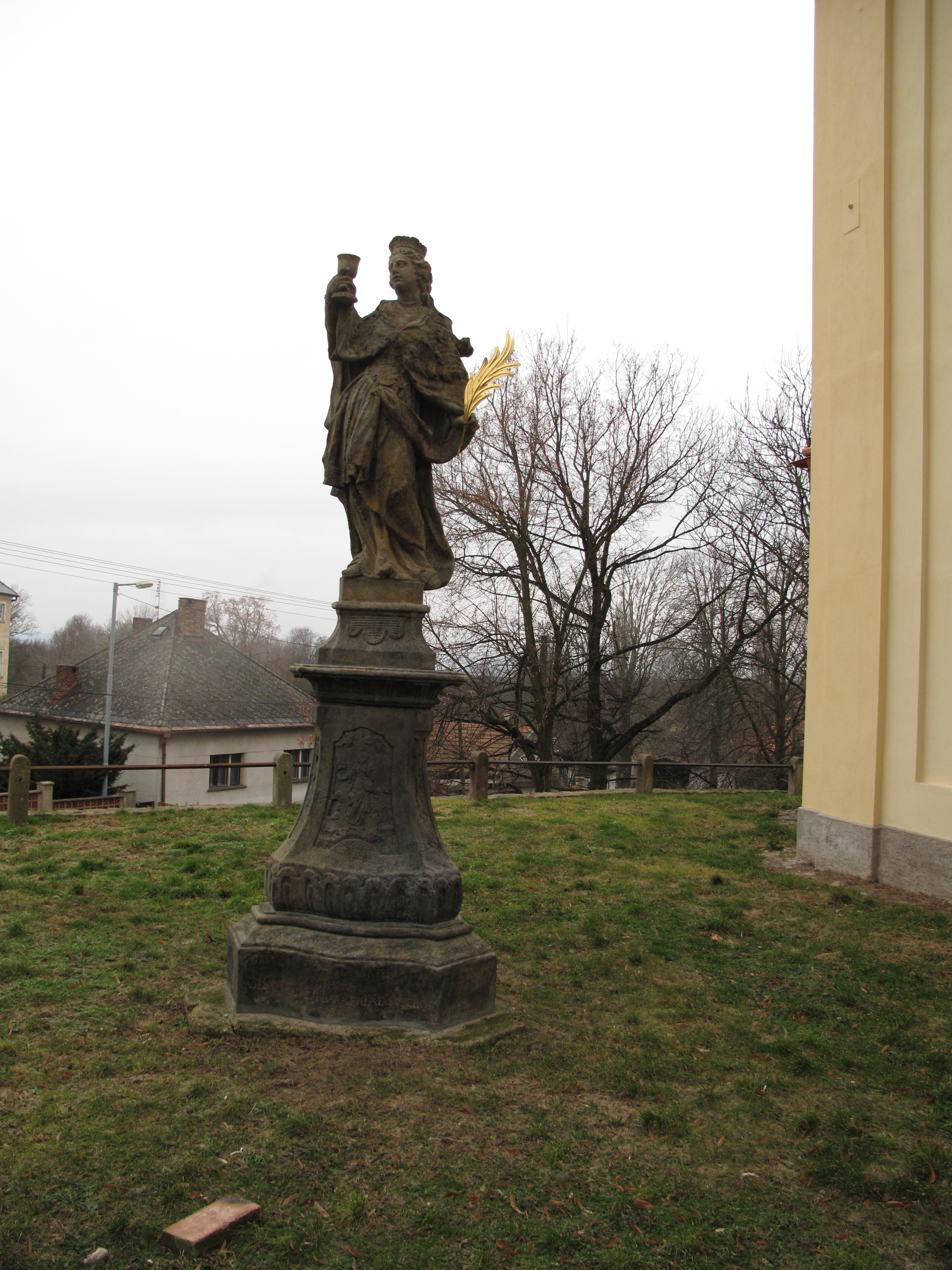
Socha sv. Barbory v Dlažkovicích

Před průčelím kostela stojí terakotová socha sv. Jana Nepomuckého, u presbytáře pak socha sv. Barbory patronky horníků, pozůstatek po zdejší těžbě českých granátů, které se v okolí těžily od 17. století.
Pozdně barokní budova fary je z roku 1793. Je obdélná, jednopatrová s obdélnými okny. Její chodba je sklenuta plackami a pásy. Schodiště má valenou klenbu.